# Petrila
Petrila (del húngaro: Petrilla) es una ciudad de Rumania en el distrito de Hunedoara.

## Geografía
Se encuentra a una altitud de 685 m s. n. m. a 317 km de la capital, Bucarest.

## Demografía
Según estimación 2012 contaba con una población de 24 800 habitantes.
| 1948 | 1956   | 1966   | 1977   | 1992   | 2002   | 2012   |
| s/d  | 19 995 | 24 796 | 25 173 | 29 302 | 25 840 | 24 800 |